# Oberer Fasangarten (Moosach)

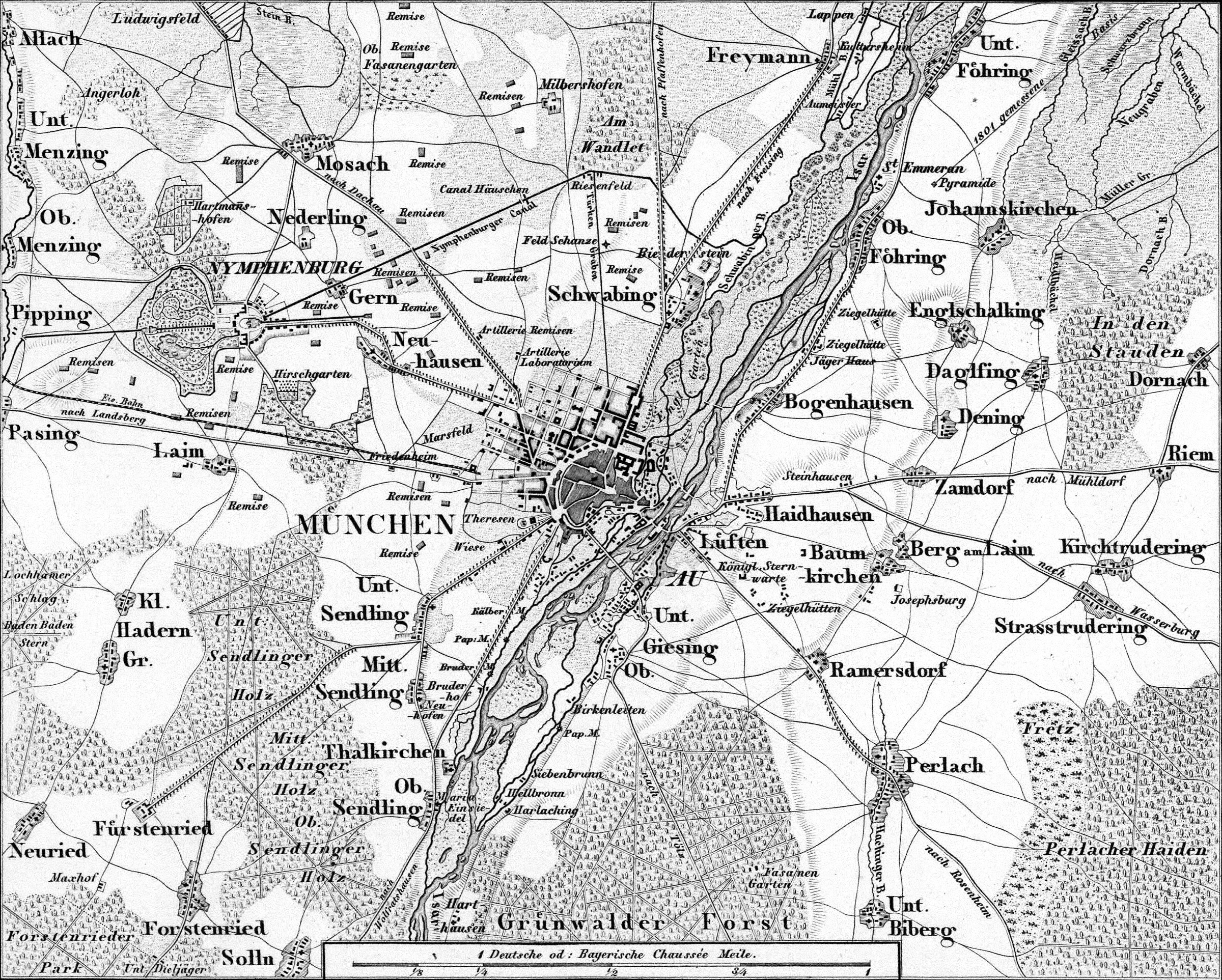
„Ob. Fasanengarten“ in „Mosach“, 1858

Der Obere Fasangarten, auch Ober-Fasanengarten, Obere Fasanerie und Fasanerie Moosach, lag auf dem Gebiet der Hofmark Moosach bei München. Es war ein Fasanengehege und zugleich ein Jagdrevier der bayerischen Herzöge und Kurfürsten bzw. ab 1806 der bayerischen Könige aus dem Hause Wittelsbach.

## Lage
Der Obere Fasangarten war ein Waldgebiet im Nordosten der Hofmark Moosach und südlich der heutigen Fasanerie-Nord. Auf dem Gelände befand sich ein bronzezeitlicher Grabhügel. Ab 1892 verlief im Westen des Oberen Fasangartens die Bahnstrecke München–Regensburg. Im Osten war der Fasangarten von der heutigen Lassallestraße (bis 1963 Aufhüttenstraße) begrenzt. Nach dem Baubeginn des Rangierbahnhofs München im Jahre 1938 und dem kriegsbedingten Abbruch der Arbeiten 1942 blieb das Gebiet eine Brache. Nach dem Zweiten Weltkrieg 1945 wurde die Feldmochinger Straße, die vorher entlang der heutigen Bingener Straße verlief, ab der Pelkovenstraße weiter nach Westen an ihren heutigen Verlauf verlegt. 1987 wurden die Bauarbeiten für den Rangierbahnhof wiederaufgenommen; 1991 wurde er in Betrieb genommen.

## Geschichte

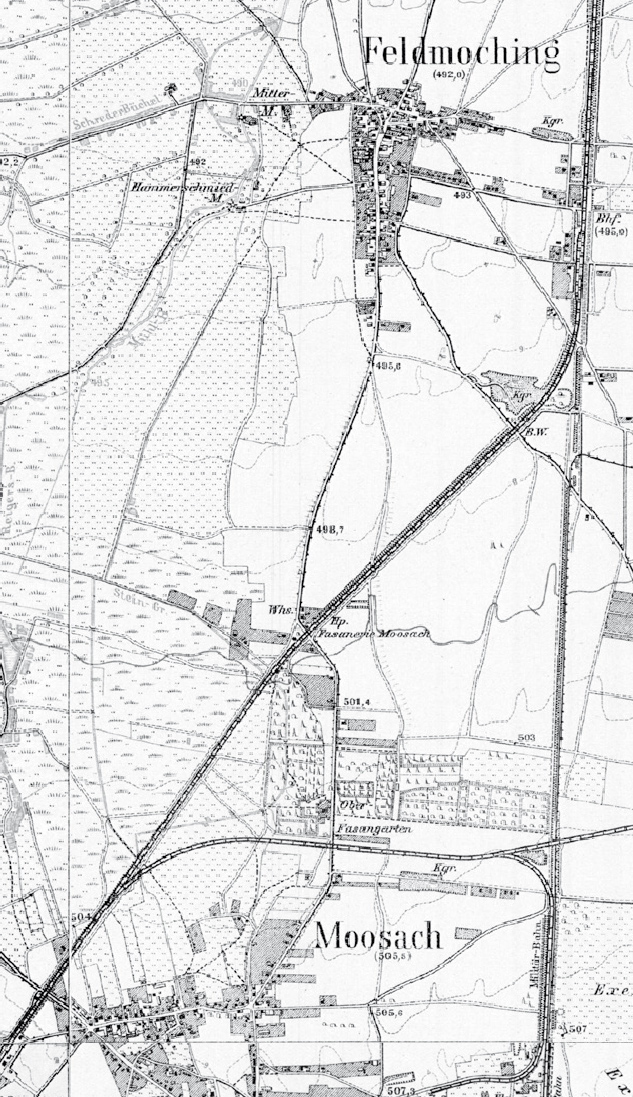
„Ober-Fasangarten“ zwischen Moosach und Feldmoching, 1910

Der Obere Fasangarten gehörte zum Landgericht Dachau, dessen umgebende Landschaft als das „Gfild“ (historisch „Aufm gefül“) bezeichnet wurde. Das „Gfild“, das sich im Münchner Norden zwischen Isar und Würm und von Moosach bis Grüneck erstreckte, war ein beliebtes Jagdrevier der wittelsbachischen Landesherren.
Noch bevor Herzog Wilhelm V. mit dem Bau des Alten Schlosses Schleißheim begann, richtete er zwischen Moosach und Feldmoching eine Fasanerie ein. Sie wurde 1698 unter Kurfürst Max Emanuel ausgebaut und später zur Unterscheidung von weiteren wittelsbachischen Fasanerien als „Oberer Fasangarten“ bzw. „Obere Fasanerie“ bezeichnet. Um diese Zeit ist ein Michael Ertl als «Vasannenmeister bei Moosach» belegt. 1698 ließ Kurfürst Max Emanuel, der ein leidenschaftlicher Jäger war, die „Fasanerie bei Moosach“ ausbauen und weitere Fasanerien anlegen. Auch Kurfürst Karl Theodor veranstaltete große Fasanjagden. Während der Koalitionskriege wurde der Obere Fasangarten ausgeraubt. Ab 1806 führte König Maximilian Joseph die Tradition der Fasanenzucht fort und baute seine Fasanerien wieder auf. 1832 verunglückte neben dem Wirtshaus der Zoologe Johann Georg Wagler. Damals entwickelte sich der Obere Fasangarten zu einem beliebten Ausflugsziel der Münchner. Von 1851 bis 1855 wurden auf dem Gebiet des Oberen Fasangartens 1005 Fasanen geschossen, 1913/14 waren es 1140. 1861 befanden sich im Oberen Fasangarten ein Wohnhaus mit Keller, Pferdestall, Waschhaus, Getreidestadel, Wagenremise, Bruthaus mit zwei Fasanenkammern, je eine Laub- und Holzhütte und ein Sommerhäuschen.
1896 erhielt der Obere Fasangarten einen eigenen Haltepunkt Fasanerie Moosach an der Bahnstrecke München–Regensburg, um den in der Folgezeit die Siedlung Fasanerie-Nord entstand.
Am 1. Juli 1913 wurden der Obere Fasangarten und die Fasanerie Hartmannshofen zusammen mit der Gemeinde Moosach nach München eingemeindet. Da der Wildbestand im Münchner Norden seit der Jahrhundertwende ständig zurückging, wurde die Fasanenzucht im Laufe des Ersten Weltkriegs (1914–1918) in den Münchner Fasanerien eingestellt. Letzter königlicher Fasanenmeister des Oberen Fasangartens war Fritz Sperr, der nach dem Ende des Königreichs Bayern 1918 die Moosacher Fasanerie noch bis 1924 verwaltete. Nach Kriegsende 1918 übernahm  die Krongutverwaltung die Oberaufsicht über die vormals königlichen Fasanerien. Zum 1. April 1920 wurden sie unter der Bezeichnung „Staatsjagd München Nordwest“ zusammengefasst. Das Wirtshaus blieb bis zum Baubeginn des Rangierbahnhofs 1938 ein beliebtes Ausflugslokal. Am 13. Mai 1939 wurden die Fasaneriegebäude abgebrochen; der gesamte Wald zwischen der Bahnstrecke München–Regensburg und der Aufhüttenstraße musste dem Rangierbahnhof weichen. Damit verschwand das ganze Gelände des Oberen Fasangartens unter den Kiesaufschüttungen für den geplanten Rangierbahnhof.